# Лычковский сельский совет
Лычковский сельский совет (укр. Личківська сільська рада) — входит в состав
Магдалиновского района
Днепропетровской области
Украины.
Административный центр сельского совета находится в
с. Лычково.

## Населённые пункты совета
- с. Лычково
- с. Великокозырщина